# Korozja szczelinowa
Korozja szczelinowa – elektrochemiczna korozja lokalna powstająca w trudno dostępnych miejscach. Są na nią narażone wszelkie połączenia elementów, w których nie występuje przetopienie łączonych powierzchni, np. połączenia śrubowe i nitowe.
Mechanizm powstawania korozji szczelinowej rozpoczyna się po zużyciu tlenu w trudno dostępnym otoczeniu szczeliny. Efektem procesu jest osadzanie się trudno rozpuszczalnych związków na wylocie szczeliny i łatwo rozpuszczalnych soli wewnątrz niej – zakwaszających środowisko korozyjne szczeliny.